# Gustavo III de Suecia
Gustavo III de Suecia (Estocolmo, 24 de enero de 1746-Estocolmo, 29 de marzo de 1792) fue rey de Suecia desde el 12 de febrero de 1771 hasta su muerte. Era el hijo mayor del rey Adolfo Federico de Suecia y de la princesa Luisa Ulrica de Prusia. Era también primo de la emperatriz Catalina II de Rusia.
Gustavo terminó con la hegemonía de los partidos y con la llamada Edad de la Libertad en Suecia. A través de un golpe de Estado en 1772, llevó a cabo una reforma constitucional que lo encumbró en el poder absoluto. Intentó, sin éxito, una campaña de conquista que llevara al país a recuperar una posición importante a nivel internacional. Asimismo impulsó el florecimiento de la cultura nacional sueca, en el que participó activamente gracias a su amor al arte y a su amplia cultura.

## Príncipe heredero
Gustavo nació en el castillo de Estocolmo el 24 de enero de 1746. El nacimiento de Gustavo, su infancia y juventud transcurrieron en un clima de extrema debilidad de la institución monárquica sueca. Sus padres los reyes fueron humillados en más de una ocasión, mientras que la nobleza se había apoderado de la administración del Estado.
En su infancia, se mostró muy proclive a la fantasía, al arte teatral y a la frivolidad. Sus profesores guiaron su educación de acuerdo con los preceptos de la ilustración francesa, que en ese tiempo era la tendencia cultural y humanística predominante. Tuvo como tutor al gran poeta sueco Olof von Dalin. En ese entorno, se pretendió que el príncipe fuera introducido en los ideales de la tolerancia, el humanismo y el interés por todas las expresiones culturales. En su educación predominó la estética y la literatura, y el príncipe también mostró interés por la historia. Algunos han considerado que la instrucción académica de Gustavo no contaba con fuertes bases éticas y religiosas, lo que probablemente lo llevó a tener una fuerte inclinación al egoísmo y al autoritarismo desde sus años como príncipe heredero, así como un marcado deseo de poder, éxito y honor, pasiones que llegó a considerar objetivos supremos en la vida.
El desarrollo de Gustavo sería negativamente influido por la división entre sus padres y profesores, por un lado, y el parlamento, por el otro; este último, aprovechando la debilidad del rey Adolfo Federico, se inmiscuía constantemente en la educación del joven. Cuando casi había llegado a la mayoría de edad, Gustavo fue exhortado por decisión política del parlamento a comprometerse con la princesa Sofía Magdalena de Dinamarca en 1766, en contra del deseo de sus padres.

Su empeño en destacar en la vida política del país y en recuperar la fuerza pasada de la institución monárquica lo condujo a dirigir al partido de la corte, que no tardó en darse cuenta de las habilidades del príncipe y en considerarlo la esperanza de la monarquía sueca. Tomó parte en la alianza entre el partido de la corte y el partido de los sombreros, que junto con la influencia de los embajadores franceses dio origen a la derrota del partido de los gorros en el parlamento de 1769. El liderazgo de Gustavo en el partido de la corte generó fricciones con su madre la reina Luisa Ulrica, quien no estaba dispuesta a renunciar a su influencia dentro del partido.

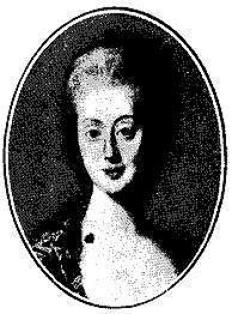
La esposa del rey Gustavo, Sofía Magdalena de Dinamarca.

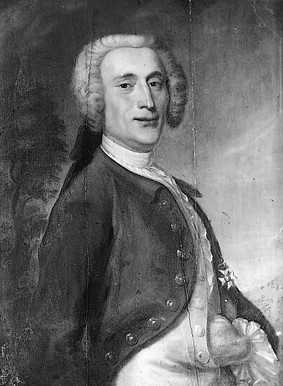
El tutor del rey, Olof von Dalin.
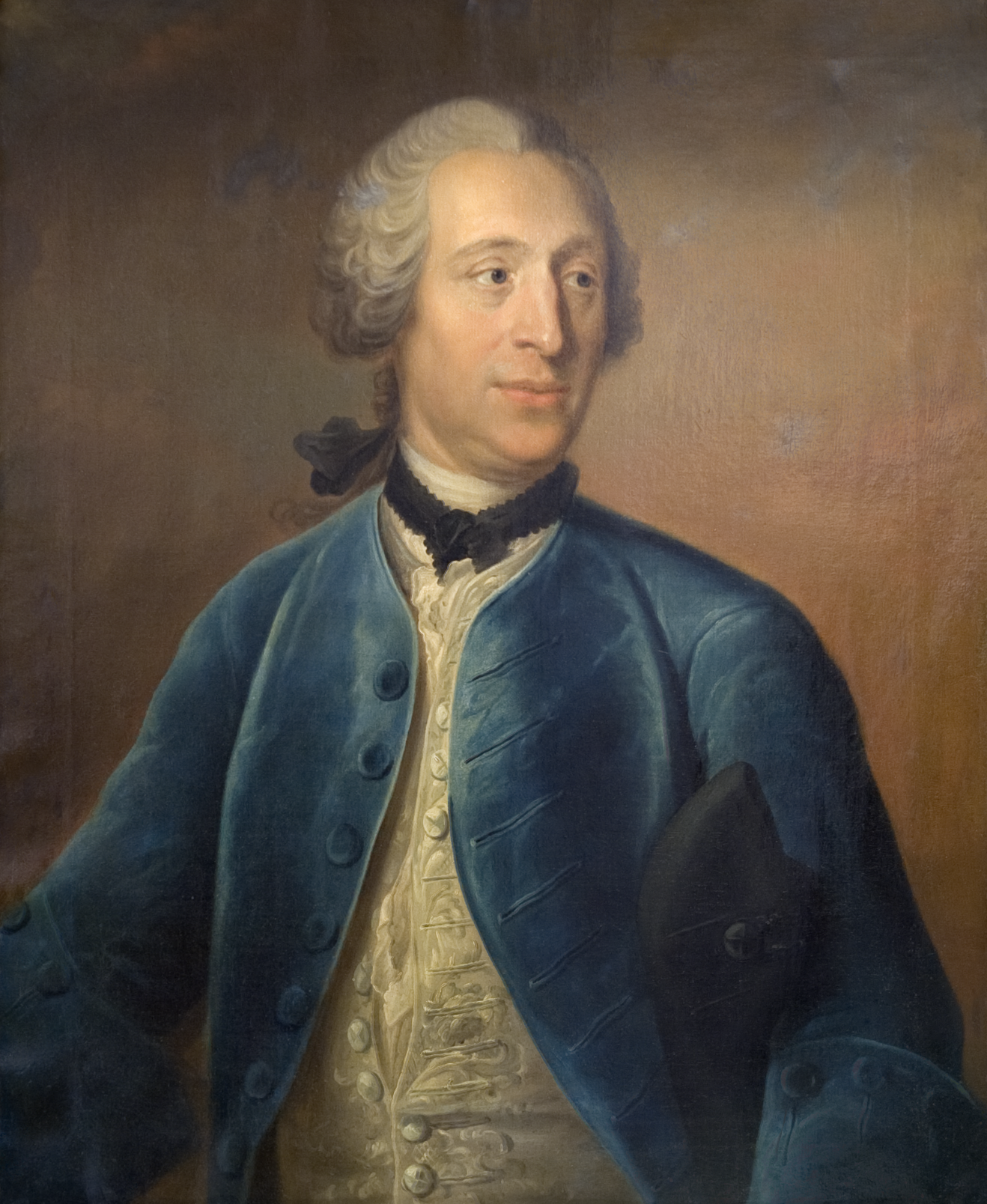
Olof von Dalin por Johan Henrik Scheffel (1750).
Olof von Dalin por Johan Joachim Streng.
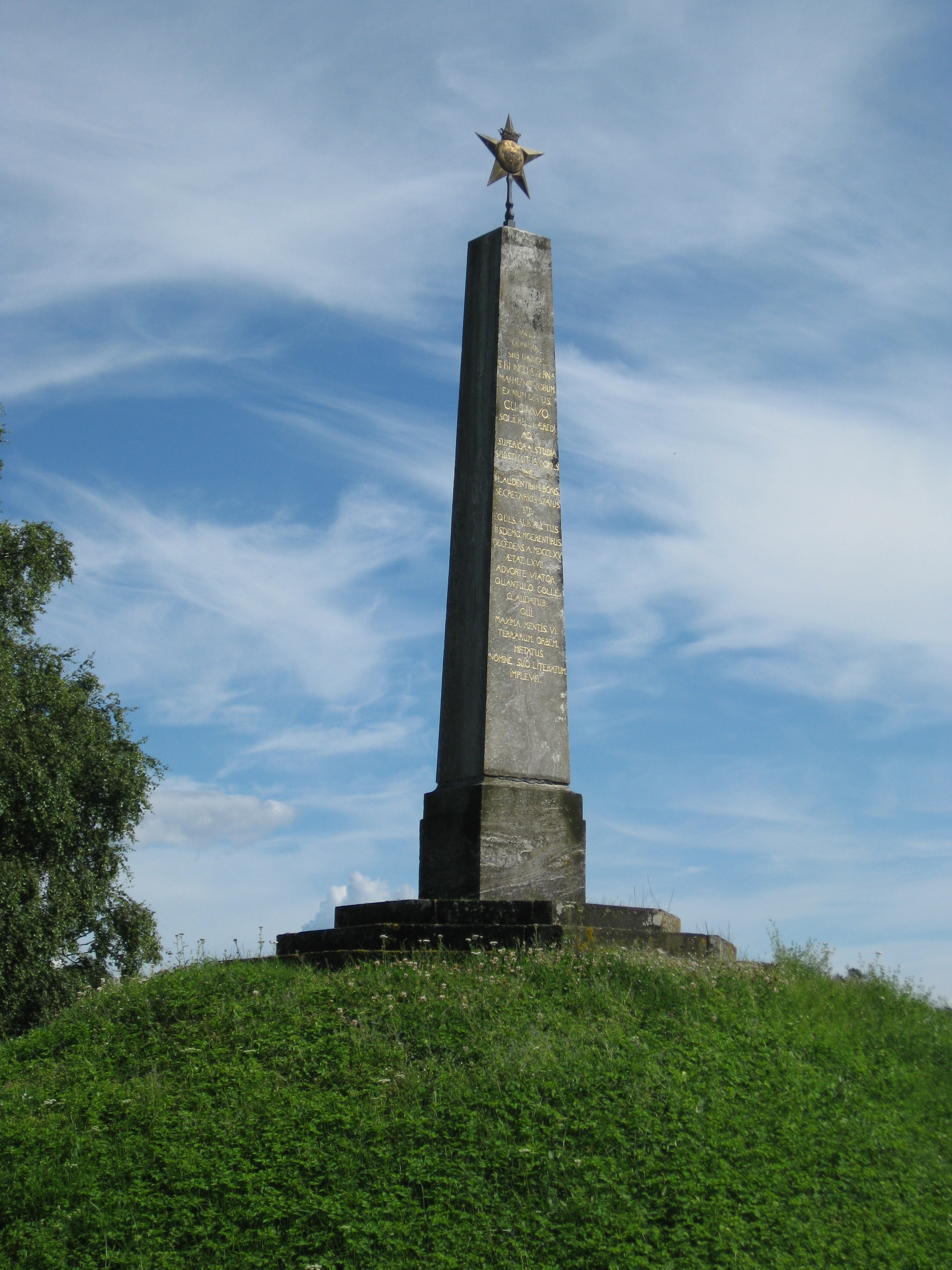
Estatua de Olof von Dalin en la Iglesia de Lovö.

## Rey de Suecia
A la muerte de su padre el 12 de febrero de 1771, Gustavo se encontraba en París, donde consiguió la promesa de apoyo político del gobierno de Francia. Luis XV le dio el consejo de buscar la reconciliación entre los partidos a fin de lograr un gobierno de coalición bajo el liderazgo del monarca. Gustavo fue coronado el 29 de mayo de 1772 y pronto se dio cuenta de que todo intento de hacer reconciliar a los partidos era inútil. 

### El golpe de Estado de 1772
El rey encontró colaboradores muy hábiles en Jacob Magnus Sprengtporten y Johan Christopher Toll; éstos se encargaron de provocar un levantamiento en favor del rey en Finlandia y Escania, respectivamente. La rebelión en Escania estalló antes de tiempo, y las intenciones de revolución fueron descubiertas por el parlamento. Ante esa situación, Gustavo no esperó el regreso de Sprengtporten de Finlandia, como se había acordado,  y se apresuró a encender personalmente una revuelta en la capital, Estocolmo. El 19 de agosto de 1772, con el apoyo de guarniciones militares, el rey arrestó al consejo del reino y a los principales líderes del partido de los gorros en el parlamento. Dos días después, el parlamento, sometido al rey, aprobó una nueva constitución elaborada en gran parte por el mismo monarca. Después de la aprobación, la mayor parte de los presos fueron liberados. Con la revolución de 1772, Gustavo logró, sin derramamiento de sangre, restablecer el poder absoluto, si bien en un inicio se declaró en favor del equilibrio de poderes. De acuerdo con él, de esa manera se ponía fin a la anarquía, la división y la dependencia del extranjero. Solía poner a Polonia (dividida en 1772) como ejemplo del destino que le esperaba a Suecia si no se unía en torno a su rey.

Gustavo III de Suecia. Óleo de Lorens Pasch el Joven (1777).

### El regreso del absolutismo
Echando a andar el desarrollo económico, Gustavo realizó ciertas mejoras en la vida social: la abolición de la tortura en 1772, la libertad de imprenta, mejoras en los servicios de salud, combate a los abusos administrativos, y alzas salariales a los funcionarios públicos. También logró la liberación del mercado de cereales, la mejoría en el estado del ejército y la armada, la moderación de las leyes penales, y la puesta en marcha de impresión monetaria en 1777. Cuando el parlamento se reunió en 1778, Gustavo III había realizado visibles reformas, logrado la paz interna y mejorado la seguridad exterior del país. El parlamento reconoció los logros, reforzó las reformas y tomó en cuenta todas las propuestas del rey. Ese tiempo fue el punto cúspide del gobierno de Gustavo. Lleno de popularidad, recibió el nacimiento del príncipe heredero, Gustavo Adolfo.
Después del parlamento de 1778, comenzó a incubarse una nueva oposición contra Gustavo III, enfocada a criticar varios decretos del soberano y su inclinación hacia el absolutismo. En esas circunstancias, Gustavo decidió virar sus intereses hacia la política exterior, empujado por el deseo de devolver a Suecia su estatus de gran potencia y de ganar los máximos honores militares, que lo mantuvieran encumbrado en la popularidad. Hasta entonces, el ministro del exterior, Ulrik Scheffer, había conducido la política exterior con especial cautela pero, tras su salida, el rey fungió de hecho como ministro del exterior del país y sus planes guerreros pudieron madurar.
Gustavo planeó arrebatarle Noruega a Dinamarca a través de una rápida invasión y contando con el apoyo de su prima, la zarina Catalina II de Rusia. En 1783, Gustavo y Catalina se reunieron en Fredrikshamn. La emperatriz se negó a prestar ayuda a Suecia en una posible guerra contra Dinamarca, y los planes de conquista del rey se derrumbaron. Después de ese fracaso, Gustavo emprendió un largo viaje al extranjero (1783-1784), en que visitó preferencialmente Francia e Italia.

### La nueva oposición
Las finanzas públicas comenzaron a padecer las consecuencias del despilfarro, ya que el rey había endeudado al país sin el consentimiento del parlamento. Ello, junto con algunas reformas poco populares y la aparición de nuevos casos de corrupción en la administración, provocó que la oposición creciera, encabezada por el conde Axel von Fersen, y que en el parlamento de 1786 se rechazaran la gran mayoría de las propuestas presentadas por Gustavo III.
La derrota ante el parlamento ocasionó que el rey buscase emprender una riesgosa guerra que le ayudara a recuperar el prestigio y la autoridad moral. Desde entonces, Gustavo comenzó a considerar a Rusia como su principal enemigo, y a avizorar un futuro conflicto con ese país. Una parte de la nobleza sueca enemiga de Gustavo mantenía fuertes lazos con Rusia, y este país se inmiscuía en la política sueca desde tiempos de Federico I. En Finlandia, aparecieron conspiraciones separatistas lideradas por Göran Magnus Sprengtporten, quien se dice se encontraba aliado con Rusia desde finales de 1786. Gustavo recibió con beneplácito las noticias sobre el estallido de una guerra ruso-turca en el otoño de 1787. Al año siguiente, el rey comenzó en secreto un rápido rearme del ejército.

### La guerra contra Rusia
A finales del otoño de 1787, Gustavo visitó Copenhague, pues buscaba mejorar las deterioradas relaciones con Dinamarca para dedicarse a enfrentar a Rusia. En los días finales de junio de 1788, las tropas suecas, sin una previa declaración de guerra, atravesaron la frontera con Rusia, bajo el pretexto de un conflicto fronterizo, de dimensiones insignificantes y provocado por los mismos suecos. El rey Gustavo confiaba en la victoria, amparado en la atención que la emperatriz rusa fijaba en las hostilidades con el Imperio otomano, y en que aquella supuestamente no esperaba el súbito rompimiento de relaciones con Suecia, hasta entonces en buena situación.
En los planes de Gustavo se encontraba la rápida conquista de la ciudad de San Petersburgo, pero ésta no se pudo concretar por el fracaso del duque Carlos en la batalla de Hogland en julio de 1788, donde no se pudo derrotar a la armada rusa del Báltico. Desgraciadamente para Gustavo, varios oficiales del ejército sueco en Finlandia se amotinaron contra el rey (ver Alianza de Anjala) y buscaron el apoyo de Rusia, y encima Dinamarca, presionada por un pacto militar con Rusia, decidió invadir territorio sueco en septiembre de 1788, en la llamada Guerra del Teatro.
Ante el peligro de ser atenazado en dos frentes, Gustavo III hizo un llamado al levantamiento popular patriótico en Suecia. Este llamado fue respondido con entusiasmo por considerables sectores de la población que decidieron alistarse como voluntarios en el conflicto contra los daneses. Gustavo se erigió ante la opinión pública sueca como un gran patriota y padre de la resistencia civil. El armamiento de la población sueca, junto con la amenaza de un conflicto con Gran Bretaña y Prusia llevaron a Dinamarca a suspender las hostilidades en julio de 1789.
En Finlandia el levantamiento de los oficiales no contó con el suficiente apoyo de Rusia. Los principales dirigentes fueron arrestados en el otoño de 1788. En febrero de 1789, el monarca ordenó la repentina detención de destacados nobles opositores en la Casa de los Caballeros, entre ellos Axel von Fersen, Charles De Geer y Clas Frietzcky. Con el apoyo de sus partidarios y a pesar de las protestas de la nobleza, logró promulgar una nueva ley, el Acta de Seguridad y Unión. Con esa ley, el rey incrementó su poder aún más, y otorgó privilegios a sus aliados políticos en detrimento de la nobleza.
La guerra siguió su curso con fortuna cambiante. Gustavo, que no contaba con grandes cualidades militares, tomó parte activa en la guerra y obtuvo algunas victorias menores: en tierra en la batalla de Uttismalm (junio de 1789) y la batalla de Valkeala (abril de 1790), y por mar en la batalla de Fredrikshamn (mayo de 1790). Pero también bajo el liderazgo de Gustavo se sufrió una aplastante derrota ante la flota de Catalina II en la primera batalla de Svensksund en agosto de 1789. En junio de 1790, toda la flota sueca con el rey, el duque Carlos y 30 000 hombres a bordo fue encerrada en la bahía de Vyborg. Los suecos lograron escapar casi milagrosamente, gracias a un viento favorable y finalmente, el 9 de julio de 1790, derrotaron a la flota rusa, superior en número, en la segunda batalla de Svensksund, una de las más grandes victorias navales de Suecia, bajo mando del vicealmirante Olof Cronstedt y el propio Gustavo III.
La paz fue firmada el 14 de agosto de 1790 mediante el Tratado de Värrälä. Gustavo no logró sus pretensiones de conquista, pero finalizó el intervencionismo ruso en la política de Suecia y la reputación del soberano sueco aumentó significativamente. En contraparte, las finanzas del país sufrieron graves daños.

### El asesinato del rey
Poco tiempo después de terminada la guerra con Rusia, Gustavo abrigó nuevos planes de guerra. Bajo los nubarrones de una revolución en Francia, Gustavo, aliado de la familia real francesa, planeó combatir a los jacobinos, organizar una coalición con las monarquías de Europa para aplastar el avance de las ideas antimonárquicas que germinaban en el continente y, eventualmente, dotar a Suecia de un papel influyente en los asuntos europeos. Para lograr su objetivo, Gustavo buscó un acercamiento con su antigua enemiga, Catalina II de Rusia. Sus negociaciones no causaron el eco suficiente en la emperatriz como tampoco en las demás grandes potencias.
La guerra rusa había deteriorado las finanzas. Gustavo III convocó al parlamento en Gävle en el año de 1792 y allí buscó moderar sus posiciones para conciliar con sus opositores. Efectivamente, la extrema cautela que mostró Gustavo en sus propuestas fue bien vista por el parlamento, pero algunos opositores radicales encontraron que la presencia del rey en el gobierno era un estorbo. En el invierno de finales de 1791 y principios de 1792 fraguó una conspiración entre algunos miembros de la nobleza, cuyo objetivo era cambiar la constitución y, entre las posturas más radicales, asesinar al rey. Entre los principales instigadores estaban Carl Fredrik Pechlin y Jacob Johan Anckarström. En un baile de máscaras en la Ópera de Estocolmo el 16 de marzo de 1792, el rey Gustavo fue rodeado por cinco hombres vestidos de negro y Anckarström le disparó a quemarropa en la espalda. El rey falleció después de algunos días de agonía, el 29 de marzo de 1792, por sepsis y neumonía, secuelas de las complicaciones por la herida. Sus restos mortales recibieron sepultura en la iglesia de Riddarholmen, en Estocolmo.

## Vida familiar
La vida familiar de Gustavo III fue poco agraciada. Él mismo se consideraba una persona triste y desafortunada. Su matrimonio en 1766 con Sofía Magdalena de Dinamarca respondió a intereses creados y nunca sería una unión feliz, sino una relación fría y extremadamente distante, pues el monarca rechazaba todo contacto con la reina. En julio de 1768 comenzó una relación de concubinato con la aristócrata Charlotte Du Riez; pero, al enterarse de que ésta le era infiel, Gustavo terminó la relación en septiembre de ese mismo año. Las cartas de Gustavo y Charlotte se conservan en la biblioteca de la Universidad de Upsala (algunos historiadores ponen en duda su autenticidad).
En 1775, el conde Adolf Fredrik Munck, amigo del matrimonio, propició un acercamiento entre la pareja real, y en 1778 nació el príncipe heredero. El acontecimiento del nacimiento fue manchado por un desafortunado rumor que se generalizó y que apuntaba a que el príncipe era en realidad hijo de Munck. El rey fue blanco de incisivos comentarios, en los que se señalaba que era asistido por Munck en las relaciones sexuales con la reina, e inclusive que era homosexual, lo que supuestamente justificaría su frialdad hacia su esposa. Aparentemente, el rumor de la paternidad del príncipe heredero surgió a partir de la misma madre de Gustavo, la reina viuda Luisa Ulrica, lo que provocó el rompimiento de las relaciones -de por sí muy frías- del rey con su madre. Los rumores que rodearon la vida familiar del rey nunca se pudieron comprobar.
El mismo año de 1778, la propia Luisa Ulrica públicamente aclaró que la historia no era más que "un rumor inventado por gente imprudente". Sin embargo, Gustavo le prohibió a su madre presentarse en la corte. Madre e hijo no se reconciliarían sino hasta los últimos años de vida de la primera, en julio de 1782. El mismo año nació un segundo hijo, que murió un año después, acontecimiento que condujo al cese de convivencia definitivo en la pareja real. 
Con sus hermanos tampoco mantuvo una buena relación, con excepción de su hermano menor, el duque Carlos de Södermanland, en cuya educación Gustavo influyó sustancialmente.
Hijos con Sofía Magdalena de Dinamarca:
1. Gustavo IV Adolfo (1778-1837), rey de Suecia.
2. Carlos Gustavo (1782-1783), duque de Småland.

## Experimento del café
El rey Gustavo III de Suecia estaba convencido de que el café era un veneno. Y para demostrar su toxicidad condenó a un asesino a tomar café todos los días y a otro delincuente lo indultó con la condición de que bebiese té a diario. El experimento fue seguido por una comisión médica, y resultó un fracaso: primero murieron los médicos, después el rey, muchos años más tarde el condenado a beber té y por último el bebedor de café.

## La obra cultural de Gustavo III
El tiempo de Gustavo III fue una etapa favorable para Suecia en el campo del saber y la cultura, impulsado en gran medida por el crecimiento económico que recibió al comenzar su mandato (heredado de la Edad de la Libertad). Educado en Francia, cuyas leyes fueron adaptadas a Suecia, Gustavo buscó desarrollar un movimiento artístico nacional. El rey era un apasionado del arte, no sólo en teoría. Por ejemplo, era aficionado a las artes plásticas, especialmente en el dibujo y el aguafuerte. Testimonio de ello es que un hijo de Giambattista Piranesi, Francesco, le dedicó la famosa obra de su padre Le Antichità Romane por medio de una sofisticada portada añadida a la serie original en cuatro tomos.
Su desarrollo cultural más importante fue en la elocuencia y la literatura. En la literatura, Gustavo III escribió varios dramas de temática histórica y nacionalista que serían posteriormente musicalizados y llevados a la ópera. Varias de estas obras tenían como protagonistas a antiguos reyes suecos, como fueron los dramas Gustavo Vasa, Gustavo Adolfo y Ebba Brahe, y La reina Cristina. La obra Gustavo Vasa permaneció mucho tiempo como una ópera nacional y llegó al siglo XX con ese carácter.
Con la obra Homenaje al Consejo del Reino y al Mariscal Lennart Torstenson, Gustavo ganó el gran premio de la Academia Sueca en la primera competición organizada por ésta en 1786.
Gustavo III fue también uno de los reyes más destacados en la oratoria de los que se tiene noticia. Sus discursos en el parlamento fueron conservados en la obra de Johan Gabriel Oxenstierna (escrita de 1806 a 1812 en francés y sueco), Los escritos políticos del rey Gustavo. Asimismo, Gustavo contribuyó en la historia del país, a través de una gran colección de escritos comprendidos en los Papeles Gustavianos, hoy custodiados por la Universidad de Upsala.
Varias instituciones culturales fueron fundadas o refundadas por su iniciativa, como la Real Academia Musical Sueca (1771), la Academia de Pintura y Escultura (1773), el Teatro Sueco (1773), la Academia Sueca (1786), y la Academia de Letras, Historia y Antigüedades (1786). Protegió y patrocinó a los artistas suecos y también trajo a reconocidos extranjeros, como Louis Jean Desprez, Louis Masreliez y Johan Gottlieb Naumann. En su viaje a Italia, Gustavo llevó a Suecia varias esculturas antiguas de gran valor artístico, mismas que serían resguardadas por el Museo de Antigüedades de Gustavo III.
Gustavo III es uno de los reyes suecos sobre los que más se ha escrito. Varios libros, películas y documentales de televisión se cuentan entre las obras que dan cuenta de su vida y obra. Las circunstancias de su asesinato fueron la base para el libreto operístico Gustave III de Eugène Scribe, musicalizado en 1833 por Daniel Auber, y por Giuseppe Verdi en su obra Un baile de máscaras en 1859.

## Ancestros
| \| \| \| \| \| \| \| \| \| \| \| \| \| \| \| \| \| \| \| \| 16. Duque Federico III de Holstein-Gottorp \| \| \| \| \| \| \| \| \| \| \| \| \| \| \| \| \| \| \| \| \| \| \| \| \| \| \| \| \| \| \| \| \| \| \| \| \| \| \| \| \| \| \| \| \| \| \| \| \| \| \| \| \| \| 8. Duque Cristián Alberto de Holstein-Gottorp \| \| \| \| \| \| \| \| \| \| \| \| \| \| \| \| \| \| \| \| \| \| \| \| \| \| \| \| \| \| \| \| \| \| \| \| \| \| \| \| \| \| \| \| \| \| \| \| \| \| \| \| \| \| 17. María Isabel de Sajonia \| \| \| \| \| \| \| \| \| \| \| \| \| \| \| \| \| \| \| \| \| \| \| \| \| \| \| \| \| \| \| \| \| \| \| \| \| \| \| \| \| \| \| \| \| \| \| \| \| \| \| \| \| \| 4. Cristián Augusto de Holstein-Gottorp, príncipe de Eutin \| \| \| \| \| \| \| \| \| \| \| \| \| \| \| \| \| \| \| \| \| \| \| \| \| \| \| \| \| \| \| \| \| \| \| \| \| \| \| \| \| \| \| \| \| \| \| \| \| \| \| \| \| \| 18. Federico III de Dinamarca \| \| \| \| \| \| \| \| \| \| \| \| \| \| \| \| \| \| \| \| \| \| \| \| \| \| \| \| \| \| \| \| \| \| \| \| \| \| \| \| \| \| \| \| \| \| \| \| \| \| \| \| \| \| 9. Federica Amalia de Dinamarca \| \| \| \| \| \| \| \| \| \| \| \| \| \| \| \| \| \| \| \| \| \| \| \| \| \| \| \| \| \| \| \| \| \| \| \| \| \| \| \| \| \| \| \| \| \| \| \| \| \| \| \| \| \| 19. Sofía Amalia de Brunswick-Luneburgo \| \| \| \| \| \| \| \| \| \| \| \| \| \| \| \| \| \| \| \| \| \| \| \| \| \| \| \| \| \| \| \| \| \| \| \| \| \| \| \| \| \| \| \| \| \| \| \| \| \| \| \| \| \| 2. Adolfo Federico de Suecia \| \| \| \| \| \| \| \| \| \| \| \| \| \| \| \| \| \| \| \| \| \| \| \| \| \| \| \| \| \| \| \| \| \| \| \| \| \| \| \| \| \| \| \| \| \| \| \| \| \| \| \| \| \| 20. Margrave Federico VI de Baden-Durlach \| \| \| \| \| \| \| \| \| \| \| \| \| \| \| \| \| \| \| \| \| \| \| \| \| \| \| \| \| \| \| \| \| \| \| \| \| \| \| \| \| \| \| \| \| \| \| \| \| \| \| \| \| \| 10. Margrave Federico VII de Baden-Durlach \| \| \| \| \| \| \| \| \| \| \| \| \| \| \| \| \| \| \| \| \| \| \| \| \| \| \| \| \| \| \| \| \| \| \| \| \| \| \| \| \| \| \| \| \| \| \| \| \| \| \| \| \| \| 21. Cristina Magdalena del Palatinado-Zweibrücken \| \| \| \| \| \| \| \| \| \| \| \| \| \| \| \| \| \| \| \| \| \| \| \| \| \| \| \| \| \| \| \| \| \| \| \| \| \| \| \| \| \| \| \| \| \| \| \| \| \| \| \| \| \| 5. Albertina Federica de Baden-Durlach \| \| \| \| \| \| \| \| \| \| \| \| \| \| \| \| \| \| \| \| \| \| \| \| \| \| \| \| \| \| \| \| \| \| \| \| \| \| \| \| \| \| \| \| \| \| \| \| \| \| \| \| \| \| 22. Duque Federico III de Holstein-Gottorp (=16) \| \| \| \| \| \| \| \| \| \| \| \| \| \| \| \| \| \| \| \| \| \| \| \| \| \| \| \| \| \| \| \| \| \| \| \| \| \| \| \| \| \| \| \| \| \| \| \| \| \| \| \| \| \| 11. Augusta María de Holstein-Gottorp \| \| \| \| \| \| \| \| \| \| \| \| \| \| \| \| \| \| \| \| \| \| \| \| \| \| \| \| \| \| \| \| \| \| \| \| \| \| \| \| \| \| \| \| \| \| \| \| \| \| \| \| \| \| 23. María Isabel de Sajonia (=17) \| \| \| \| \| \| \| \| \| \| \| \| \| \| \| \| \| \| \| \| \| \| \| \| \| \| \| \| \| \| \| \| \| \| \| \| \| \| \| \| \| \| \| \| \| \| \| \| \| \| \| \| \| \| 1. Gustavo III de Suecia \| \| \| \| \| \| \| \| \| \| \| \| \| \| \| \| \| \| \| \| \| \| \| \| \| \| \| \| \| \| \| \| \| \| \| \| \| \| \| \| \| \| \| \| \| \| \| \| \| \| \| \| \| \| 24. Elector Federico Guillermo I de Brandeburgo \| \| \| \| \| \| \| \| \| \| \| \| \| \| \| \| \| \| \| \| \| \| \| \| \| \| \| \| \| \| \| \| \| \| \| \| \| \| \| \| \| \| \| \| \| \| \| \| \| \| \| \| \| \| 12. Federico I de Prusia \| \| \| \| \| \| \| \| \| \| \| \| \| \| \| \| \| \| \| \| \| \| \| \| \| \| \| \| \| \| \| \| \| \| \| \| \| \| \| \| \| \| \| \| \| \| \| \| \| \| \| \| \| \| 25. Luisa Enriqueta de Orange-Nassau \| \| \| \| \| \| \| \| \| \| \| \| \| \| \| \| \| \| \| \| \| \| \| \| \| \| \| \| \| \| \| \| \| \| \| \| \| \| \| \| \| \| \| \| \| \| \| \| \| \| \| \| \| \| 6. Federico Guillermo I de Prusia \| \| \| \| \| \| \| \| \| \| \| \| \| \| \| \| \| \| \| \| \| \| \| \| \| \| \| \| \| \| \| \| \| \| \| \| \| \| \| \| \| \| \| \| \| \| \| \| \| \| \| \| \| \| 26. Elector Ernesto Augusto de Brunswick-Luneburgo \| \| \| \| \| \| \| \| \| \| \| \| \| \| \| \| \| \| \| \| \| \| \| \| \| \| \| \| \| \| \| \| \| \| \| \| \| \| \| \| \| \| \| \| \| \| \| \| \| \| \| \| \| \| 13. Sofía Carlota de Hannover \| \| \| \| \| \| \| \| \| \| \| \| \| \| \| \| \| \| \| \| \| \| \| \| \| \| \| \| \| \| \| \| \| \| \| \| \| \| \| \| \| \| \| \| \| \| \| \| \| \| \| \| \| \| 27. Sofía del Palatinado \| \| \| \| \| \| \| \| \| \| \| \| \| \| \| \| \| \| \| \| \| \| \| \| \| \| \| \| \| \| \| \| \| \| \| \| \| \| \| \| \| \| \| \| \| \| \| \| \| \| \| \| \| \| 3. Luisa Ulrica de Prusia \| \| \| \| \| \| \| \| \| \| \| \| \| \| \| \| \| \| \| \| \| \| \| \| \| \| \| \| \| \| \| \| \| \| \| \| \| \| \| \| \| \| \| \| \| \| \| \| \| \| \| \| \| \| 28. Elector Ernesto Augusto de Brunswick-Luneburgo (=26) \| \| \| \| \| \| \| \| \| \| \| \| \| \| \| \| \| \| \| \| \| \| \| \| \| \| \| \| \| \| \| \| \| \| \| \| \| \| \| \| \| \| \| \| \| \| \| \| \| \| \| \| \| \| 14. Jorge I de Gran Bretaña \| \| \| \| \| \| \| \| \| \| \| \| \| \| \| \| \| \| \| \| \| \| \| \| \| \| \| \| \| \| \| \| \| \| \| \| \| \| \| \| \| \| \| \| \| \| \| \| \| \| \| \| \| \| 29. Sofía del Palatinado (=27) \| \| \| \| \| \| \| \| \| \| \| \| \| \| \| \| \| \| \| \| \| \| \| \| \| \| \| \| \| \| \| \| \| \| \| \| \| \| \| \| \| \| \| \| \| \| \| \| \| \| \| \| \| \| 7. Sofía Dorotea de Hannover \| \| \| \| \| \| \| \| \| \| \| \| \| \| \| \| \| \| \| \| \| \| \| \| \| \| \| \| \| \| \| \| \| \| \| \| \| \| \| \| \| \| \| \| \| \| \| \| \| \| \| \| \| \| 30. Jorge Guillermo de Brunswick-Luneburgo \| \| \| \| \| \| \| \| \| \| \| \| \| \| \| \| \| \| \| \| \| \| \| \| \| \| \| \| \| \| \| \| \| \| \| \| \| \| \| \| \| \| \| \| \| \| \| \| \| \| \| \| \| \| 15. Sofía Dorotea de Celle \| \| \| \| \| \| \| \| \| \| \| \| \| \| \| \| \| \| \| \| \| \| \| \| \| \| \| \| \| \| \| \| \| \| \| \| \| \| \| \| \| \| \| \| \| \| \| \| \| \| \| \| \| \| 31. Leonor Desmier de Olbreuse \| \| \| \| \| \| \| \| \| \| \| \| \| \| \| \| \| \| \| \| \| \| \| \| \| \| \| \| \| \| \| \| \| \| \| \| \| \| \| \| \| \| \| \| \| \| \| \| \| \| \| \| |                                                            |  |  |  |  |  |  |  |  |  |  |  |  |  |  |  |
| |                                                            |  |  |  |  |  |  |  |  |  |  |  |  |  |  |  |
| | 16. Duque Federico III de Holstein-Gottorp                 |  |  |  |  |  |  |  |  |  |  |  |  |  |  |  |
| |                                                            |  |  |  |  |  |  |  |  |  |  |  |  |  |  |  |
| |                                                            |  |  |  |  |  |  |  |  |  |  |  |  |  |  |  |
| | 8. Duque Cristián Alberto de Holstein-Gottorp              |  |  |  |  |  |  |  |  |  |  |  |  |  |  |  |
| |                                                            |  |  |  |  |  |  |  |  |  |  |  |  |  |  |  |
| |                                                            |  |  |  |  |  |  |  |  |  |  |  |  |  |  |  |
| | 17. María Isabel de Sajonia                                |  |  |  |  |  |  |  |  |  |  |  |  |  |  |  |
| |                                                            |  |  |  |  |  |  |  |  |  |  |  |  |  |  |  |
| |                                                            |  |  |  |  |  |  |  |  |  |  |  |  |  |  |  |
| | 4. Cristián Augusto de Holstein-Gottorp, príncipe de Eutin |  |  |  |  |  |  |  |  |  |  |  |  |  |  |  |
| |                                                            |  |  |  |  |  |  |  |  |  |  |  |  |  |  |  |
| |                                                            |  |  |  |  |  |  |  |  |  |  |  |  |  |  |  |
| | 18. Federico III de Dinamarca                              |  |  |  |  |  |  |  |  |  |  |  |  |  |  |  |
| |                                                            |  |  |  |  |  |  |  |  |  |  |  |  |  |  |  |
| |                                                            |  |  |  |  |  |  |  |  |  |  |  |  |  |  |  |
| | 9. Federica Amalia de Dinamarca                            |  |  |  |  |  |  |  |  |  |  |  |  |  |  |  |
| |                                                            |  |  |  |  |  |  |  |  |  |  |  |  |  |  |  |
| |                                                            |  |  |  |  |  |  |  |  |  |  |  |  |  |  |  |
| | 19. Sofía Amalia de Brunswick-Luneburgo                    |  |  |  |  |  |  |  |  |  |  |  |  |  |  |  |
| |                                                            |  |  |  |  |  |  |  |  |  |  |  |  |  |  |  |
| |                                                            |  |  |  |  |  |  |  |  |  |  |  |  |  |  |  |
| | 2. Adolfo Federico de Suecia                               |  |  |  |  |  |  |  |  |  |  |  |  |  |  |  |
| |                                                            |  |  |  |  |  |  |  |  |  |  |  |  |  |  |  |
| |                                                            |  |  |  |  |  |  |  |  |  |  |  |  |  |  |  |
| | 20. Margrave Federico VI de Baden-Durlach                  |  |  |  |  |  |  |  |  |  |  |  |  |  |  |  |
| |                                                            |  |  |  |  |  |  |  |  |  |  |  |  |  |  |  |
| |                                                            |  |  |  |  |  |  |  |  |  |  |  |  |  |  |  |
| | 10. Margrave Federico VII de Baden-Durlach                 |  |  |  |  |  |  |  |  |  |  |  |  |  |  |  |
| |                                                            |  |  |  |  |  |  |  |  |  |  |  |  |  |  |  |
| |                                                            |  |  |  |  |  |  |  |  |  |  |  |  |  |  |  |
| | 21. Cristina Magdalena del Palatinado-Zweibrücken          |  |  |  |  |  |  |  |  |  |  |  |  |  |  |  |
| |                                                            |  |  |  |  |  |  |  |  |  |  |  |  |  |  |  |
| |                                                            |  |  |  |  |  |  |  |  |  |  |  |  |  |  |  |
| | 5. Albertina Federica de Baden-Durlach                     |  |  |  |  |  |  |  |  |  |  |  |  |  |  |  |
| |                                                            |  |  |  |  |  |  |  |  |  |  |  |  |  |  |  |
| |                                                            |  |  |  |  |  |  |  |  |  |  |  |  |  |  |  |
| | 22. Duque Federico III de Holstein-Gottorp (=16)           |  |  |  |  |  |  |  |  |  |  |  |  |  |  |  |
| |                                                            |  |  |  |  |  |  |  |  |  |  |  |  |  |  |  |
| |                                                            |  |  |  |  |  |  |  |  |  |  |  |  |  |  |  |
| | 11. Augusta María de Holstein-Gottorp                      |  |  |  |  |  |  |  |  |  |  |  |  |  |  |  |
| |                                                            |  |  |  |  |  |  |  |  |  |  |  |  |  |  |  |
| |                                                            |  |  |  |  |  |  |  |  |  |  |  |  |  |  |  |
| | 23. María Isabel de Sajonia (=17)                          |  |  |  |  |  |  |  |  |  |  |  |  |  |  |  |
| |                                                            |  |  |  |  |  |  |  |  |  |  |  |  |  |  |  |
| |                                                            |  |  |  |  |  |  |  |  |  |  |  |  |  |  |  |
| | 1. Gustavo III de Suecia                                   |  |  |  |  |  |  |  |  |  |  |  |  |  |  |  |
| |                                                            |  |  |  |  |  |  |  |  |  |  |  |  |  |  |  |
| |                                                            |  |  |  |  |  |  |  |  |  |  |  |  |  |  |  |
| | 24. Elector Federico Guillermo I de Brandeburgo            |  |  |  |  |  |  |  |  |  |  |  |  |  |  |  |
| |                                                            |  |  |  |  |  |  |  |  |  |  |  |  |  |  |  |
| |                                                            |  |  |  |  |  |  |  |  |  |  |  |  |  |  |  |
| | 12. Federico I de Prusia                                   |  |  |  |  |  |  |  |  |  |  |  |  |  |  |  |
| |                                                            |  |  |  |  |  |  |  |  |  |  |  |  |  |  |  |
| |                                                            |  |  |  |  |  |  |  |  |  |  |  |  |  |  |  |
| | 25. Luisa Enriqueta de Orange-Nassau                       |  |  |  |  |  |  |  |  |  |  |  |  |  |  |  |
| |                                                            |  |  |  |  |  |  |  |  |  |  |  |  |  |  |  |
| |                                                            |  |  |  |  |  |  |  |  |  |  |  |  |  |  |  |
| | 6. Federico Guillermo I de Prusia                          |  |  |  |  |  |  |  |  |  |  |  |  |  |  |  |
| |                                                            |  |  |  |  |  |  |  |  |  |  |  |  |  |  |  |
| |                                                            |  |  |  |  |  |  |  |  |  |  |  |  |  |  |  |
| | 26. Elector Ernesto Augusto de Brunswick-Luneburgo         |  |  |  |  |  |  |  |  |  |  |  |  |  |  |  |
| |                                                            |  |  |  |  |  |  |  |  |  |  |  |  |  |  |  |
| |                                                            |  |  |  |  |  |  |  |  |  |  |  |  |  |  |  |
| | 13. Sofía Carlota de Hannover                              |  |  |  |  |  |  |  |  |  |  |  |  |  |  |  |
| |                                                            |  |  |  |  |  |  |  |  |  |  |  |  |  |  |  |
| |                                                            |  |  |  |  |  |  |  |  |  |  |  |  |  |  |  |
| | 27. Sofía del Palatinado                                   |  |  |  |  |  |  |  |  |  |  |  |  |  |  |  |
| |                                                            |  |  |  |  |  |  |  |  |  |  |  |  |  |  |  |
| |                                                            |  |  |  |  |  |  |  |  |  |  |  |  |  |  |  |
| | 3. Luisa Ulrica de Prusia                                  |  |  |  |  |  |  |  |  |  |  |  |  |  |  |  |
| |                                                            |  |  |  |  |  |  |  |  |  |  |  |  |  |  |  |
| |                                                            |  |  |  |  |  |  |  |  |  |  |  |  |  |  |  |
| | 28. Elector Ernesto Augusto de Brunswick-Luneburgo (=26)   |  |  |  |  |  |  |  |  |  |  |  |  |  |  |  |
| |                                                            |  |  |  |  |  |  |  |  |  |  |  |  |  |  |  |
| |                                                            |  |  |  |  |  |  |  |  |  |  |  |  |  |  |  |
| | 14. Jorge I de Gran Bretaña                                |  |  |  |  |  |  |  |  |  |  |  |  |  |  |  |
| |                                                            |  |  |  |  |  |  |  |  |  |  |  |  |  |  |  |
| |                                                            |  |  |  |  |  |  |  |  |  |  |  |  |  |  |  |
| | 29. Sofía del Palatinado (=27)                             |  |  |  |  |  |  |  |  |  |  |  |  |  |  |  |
| |                                                            |  |  |  |  |  |  |  |  |  |  |  |  |  |  |  |
| |                                                            |  |  |  |  |  |  |  |  |  |  |  |  |  |  |  |
| | 7. Sofía Dorotea de Hannover                               |  |  |  |  |  |  |  |  |  |  |  |  |  |  |  |
| |                                                            |  |  |  |  |  |  |  |  |  |  |  |  |  |  |  |
| |                                                            |  |  |  |  |  |  |  |  |  |  |  |  |  |  |  |
| | 30. Jorge Guillermo de Brunswick-Luneburgo                 |  |  |  |  |  |  |  |  |  |  |  |  |  |  |  |
| |                                                            |  |  |  |  |  |  |  |  |  |  |  |  |  |  |  |
| |                                                            |  |  |  |  |  |  |  |  |  |  |  |  |  |  |  |
| | 15. Sofía Dorotea de Celle                                 |  |  |  |  |  |  |  |  |  |  |  |  |  |  |  |
| |                                                            |  |  |  |  |  |  |  |  |  |  |  |  |  |  |  |
| |                                                            |  |  |  |  |  |  |  |  |  |  |  |  |  |  |  |
| | 31. Leonor Desmier de Olbreuse                             |  |  |  |  |  |  |  |  |  |  |  |  |  |  |  |
| |                                                            |  |  |  |  |  |  |  |  |  |  |  |  |  |  |  |
| |                                                            |  |  |  |  |  |  |  |  |  |  |  |  |  |  |  |

| Predecesor: Adolfo Federico | Rey de Suecia 12 de febrero de 1771-29 de marzo de 1792 | Sucesor: Gustavo IV Adolfo |